# Erosão eletroquímica
Erosão eletroquímica é o método de usinagem, onde o material a ser usinado é exposto a uma dissolução ácida ou básica para remoção e transporte atômico em uma solução eletrolítica.